# Президент Чехии
Президент Чехии, официально президент Чешской Республики (чеш. Prezident České republiky) — глава Чешской Республики.
Согласно Конституции Чешской Республики, действующей с 1993 года, страна является парламентской республикой. Полномочия главы государства ограничены, а некоторые его решения требуют контрасигнацию председателем правительства. Президент представляет государство на международной арене, а также является Верховным главнокомандующим вооружёнными силами страны.
До 2008 года президент избирался обеими палатами парламента Чехии — Сенатом и Палатой депутатов. Для победы кандидату в президенты было необходимо заручиться поддержкой большинства в обеих палатах. Однако ведущие политические партии и общественность требовали изменения существующего порядка избрания, и в 2012 году была принята поправка в основной закон страны. В 2013 году прошли первые прямые выборы президента. Президент Чехии избирается сроком на пять лет, при этом одно и то же лицо не может быть избрано президентом более, чем на два срока подряд.

## Избрание и вступление в должность
По закону, дату выборов главы государства объявляет председатель Сената не позднее чем за 90 дней до их проведения, в период последних 60 дней срока действующего президента, но не позднее, чем за месяц до окончания срока действующего президента. В случае, если ни один из кандидатов не победил в первом туре, то второй тур голосования проводится через две недели. В случае, если во втором туре не был избран президент, то в течение 10 дней председатель Сената должен объявить новые выборы. В случае, если должность председателя Сената вакантна, дату выборов главы государства объявляет председатель Палаты депутатов.
На пост президента имеют право баллотироваться граждане Чехии, которые достигли возраста 40 лет ко дню голосования (включая второй день голосования), а также не ограничены в возможности реализации избирательного права. Номинировать кандидата в президенты вправе любой гражданин Чехии, имеющий право голоса. Для регистрации кандидата к формальному заявлению о номинации должны быть приложены дополнительные документы: согласие кандидата с номинацией, справка об открытии прозрачного счёта для избирательной кампании, а также подписные листы с 50 тысячами подписей граждан, либо подписные листы с подписями 10 сенаторов или с подписями 20 депутатов нижней палаты парламента.
Торжественное совместное заседание обеих палат парламента, на котором происходит инаугурация президента, происходит на следующий день после окончания полномочий предыдущего президента. В течение периода от окончания срока предыдущего президента и инаугурации нового, полномочия президента распределены между председателем правительства и председателем Палаты депутатов. В случае, если президент был переизбран на второй срок, то инаугурация происходит на день раньше до окончания мандата.
Вступление новоизбранного президента в должность происходит после приведения к присяге председателем Сената:

 
Клянусь в верности Чешской Республике. Я обещаю соблюдать её Конституцию и законы. Я клянусь честью, что буду занимать свой пост в интересах всего народа и в меру своих знаний и совести.
Оригинальный текст (чешск.)Slibuji věrnost České republice. Slibuji, že budu zachovávat její Ústavu a zákony. Slibuji na svou čest, že svůj úřad budu zastávat v zájmu všeho lidu a podle svého nejlepšího vědomí a svědomí.
— https://www.psp.cz/docs/laws/constitution.html

## Резиденция
Резиденция президента — Пражский Град. Загородная резиденция — Ланский замок.

## Полномочия и обязанности

### Основные полномочия
Эти полномочия осуществляются президентом самостоятельно; решения, принятые по ним, имеют немедленную силу.
Согласно статье 62 Конституции:
- назначает и освобождает от должности председателя правительства и других членов правительства и принимает их отставку, распускает правительство и принимает его отставку
- созывает заседание Палаты депутатов
- распускает Палату депутатов
- поручает правительству, отставку которого он принял или которое он отправил в отставку, выполнять свои функции на время до назначения нового правительства
- назначает судей Конституционного суда, его председателя и заместителей председателя[2]
- назначает председателя и заместителей председателя Верховного суда из числа судей этого суда[3]
- смягчает приговор суда и погашает судимость
- имеет право вернуть принятый закон, за исключением поправок в конституцию, для повторного обсуждения парламентом (суспензивное право вето);
- подписывает законы
- назначает главу и заместителя Высшего контрольно-ревизионного управления
- назначает членов Банковского совета Чешского национального банка

### Ограниченные полномочия
Решения, изданные в соответствии с этими полномочиями, требуют наличия подписи (Контрасигнатура) Премьер-министра или уполномоченного им члена правительства, чтобы иметь силу. Правительство несет ответственность за эти решения.
Согласно статье 63 Конституции:
- представляет государство на международной арене
- ведет переговоры и ратифицирует международные договоры; может передать переговоры по международным соглашениям правительству или, с его согласия, его отдельным членам
- является главнокомандующим Вооруженных Сил
- принимает глав иностранных дипломатических миссий
- уполномочивает и освобождает от должности глав представительств за рубежом
- объявляет выборы в Палату депутатов и Сенат
- назначает и повышает генералов
- награждает государственными наградами, если это не уполномочено на это другим органом власти
- назначает судей
- постановляет об прекращении уголовного дела
- имеет право объявить амнистию

Иные полномочия согласно законам:
- хранит Государственную печать Чешской Республики
- объявляет выборы в Европейский парламент, региональные и муниципальные собрания
- назначает председателя и заместителя председателя Высшего административного суда из числа судей этого суда
- назначает председателей высших и региональных судов из числа судей
- назначает и освобождает от должности председателя Управления по защите экономической конкуренции, председателя Управления по защите персональных данных и председателя Чешского статистического управления
- назначает и увольняет ректоров государственных университетов и назначает профессоров
- назначает и освобождает от должности президента Академии наук
- назначает и увольняет руководителя канцелярии и других высокопоставленных сотрудников Канцелярии Президента Республики

## Прекращение полномочий
Полномочия президента прекращаются в связи с:
- истечением срока полномочий
- добровольной отставкой переданной председателю Сената
- смертью
- осуждением за государственную измену или грубое нарушение Конституции или иной части конституционного строя

Должность президента остаётся вакантной в связи с:
- срок полномочий президента окончился, а избранный президент ещё не принял присягу или принял присягу с оговоркой
- срок полномочий президента окончился, а новый президент не был избран
  - нет кандидата в президенты, соответствующего законным требованиям процедуры регистрации
  - серьёзные обстоятельства сорвут президентские выборы (например чрезвычайное или военное положение)
  - состоявшиеся президентские выборы признаны судом недействительными

В этих случаях полномочия с контрасигнатурой (кроме полномочий по назначению и повышению генералов и назначению парламентских выборов) переходят к председателю правительства.
Полномочия без контрасигнатуры (за исключением назначения председателя и заместителя председателя Верховного суда, помилования, права вето, подписания законов и назначения главы и заместителя главы Высшего контрольно-ревизионного управления) переходят к председателю Палаты депутатов. Выборы в Сенат объявляет председатель Палаты депутатов, выборы в Палату депутатов объявляет председатель Сената. В случае если Палата депутатов распущена — полномочия переходят к председателю Сената.
В случае если президент не может исполнять свои обязанности (степень этого решает Сенат и Палата депутатов), полномочия переходят к председателю правительства и председателю Палаты депутатов, однако президент остаётся на своём посту. Президент может опротестовать решение о своей недееспособности в Конституционном суде.

## Президентские символы

### Государственные символы
Закон предусматривает в числе государственных символов Чешской Республики штандарт президента республики, который имеет две установленные функции, связанные с поездками главы государства. Он используется для обозначения места жительства президента во время его пребывания в Чешской Республике, а также для обозначения транспортных средств, которыми пользуется президент.
Еще одним из государственных символов, который связан с исполнением президентских обязанностей, является государственная печать, хранение которой возложена исключительно на президента.

### Государственные награды
Чешским законодательством не предусмотрено никакого определённого знака отличия (например Специальный знак президента России или Булава президента Украины) для президента, однако он имеет право на знаки отличия в виде высших государственных наград, а именно:
- Орден Белого льва (1 степени)
- Орден Томаша Гаррига Масарика (1 степени)

Эти знаки отличия торжественно вручаются президенту республики во время инаугурации. После окончания полномочий, они могут быть предоставлены ему пожизненно, по решению обеих палат Парламента.

### Другие символы
Кроме других, символы президента включают, например, копию Конституции 1993 года, на которой президенты приносят присягу, один из семи ключей от коронной палаты в часовне Святого Вацлава в соборе Святого Вита, а также президентские фанфары (взятые из оперы Либуше), которые используются для приветствия президента по прибытии на торжественные мероприятия.
- Штандарт президента Чешской Республики
- Государственная печать Чешской Республики
- Орден Белого Льва (1 степени)
- Орден ТГМ (1 степени)
- Президентская Фанфара

## История

### В составе Чехословакии (1918—1939)
Первая Чехословацкая Республика (словац. prvá Československá republika) — первое чехословацкое государство, существовавшее с 1918 по 1938 год. Оно состояло из Богемии, Моравии, Чешской Силезии, Словакии и Подкарпатской Руси.
После подписания 30 сентября 1938 года Мюнхенского соглашения (без участия представителей Чехословакии) Германия присоединила к себе Судетскую область, затем последовали новые территориальные потери в пользу Польши и Венгрии. Традиционно пост-мюнхенский период чехословацкой истории с 1 октября 1938 года или, в зависимости от точки зрения, с 6 октября 1938 года (даты провозглашения автономии Словакии), и до образования 15 марта 1939 года на чешских землях протектората Богемии и Моравии, именуют Второй Чехословацкой Республикой (словац. druhá Česko-Slovenská Republika).
Законом № 125/1927 Coll. «О Организации политического управления» от 14 июля 1927 года с 1 декабря 1928 года Чехословакия была административно разделена на 4 самоуправляемых земли (чеш. země) — Чешскую (на территории Богемии), единую Моравско-силезскую (на территории Моравии и Чешской Силезии),  Словацкую (словац. Slovenská krajina) и Подкарпатскую Русь  (чеш. Země Podkarpatoruská).
Чешская и Мораво-Силезская земли (в настоящее время составляющую территорию Чехии) имели свои ассамблеи (юрисдикция которых ограничивались регулировкой законов и постановлений центрального правительства применительно к местным потребностям). Во главе местных администраций, находившихся в Праге и Брно, стояли земельные президенты Чехии (чеш. Česká zemští prezidenti) и Мораво-Силезии (чеш. Moravskoslezští zemští prezidenti), назначаемые правительством Чехословакии.
15 марта 1939 года оккупированные Германией земли Чехии, Моравии и Силезии были включены в Протекторат Богемии и Моравии.

### Протекторат Богемии и Моравии (1939—1945)
Протекторат Богемии и Моравии (нем. Protektorat Böhmen und Mähren; чеш. Protektorát Čechy a Morava) — зависимое государственное образование, учреждённое властями Германии на оккупированных территориях Богемии, Моравии и Чешской Силезии, населённых этническими чехами.
Был создан 15 марта 1939 года указом Адольфа Гитлера и существовал до взятия Праги Красной армией в ночь с 8 на 9 мая 1945 года. Главой протектората являлся государственный президент (чеш. státní prezident) Эмиль Гаха, пользовавшийся почётными правами, но нуждавшийся в личном доверии фюрера, который для защиты интересов Рейха назначал рейхспротектора (нем. Reichsprotektor), штаб-квартира которого располагалась в Пражском Граде. Рейхспротектор обладал правом издания собственных указов и правом наложения вето на любые нормативные акты, административные меры или судебные решения, если они противоречили интересам Рейха.
| № | государственный президент | государственный президент              | Начало полномочий | Окончание полномочий | Партия      |
| - | ------------------------- | -------------------------------------- | ----------------- | -------------------- | ----------- |
| А |                           | Эмиль Гаха (1872—1945) чеш. Emil Hácha | 15 марта 1939     | 14 мая 1945          | независимый |

### В составе Чехословакии (1945—1992)
В марте 1945 года в Москве между Национальным комитетом освобождения Чехословакии (лондонским эмигрантским правительством), КПЧ и Словацким национальным советом была достигнута договорённость об образовании Национального фронта чехов и словаков (чеш. Národní fronta Čechů a Slováků). 4 апреля 1945 года в словацком городе Кошице президент Чехословакии в изгнании Эдвард Бенеш назначил правительство Национального фронта.
10 мая 1945 года было восстановлено довоенное Чехословацкое государство и действовавшая в нём конституция 1920 года. Согласно внесённых 11 июля 1960 года изменений в конституцию официальным названием страны стало Чехословацкая Социалистическая Республика (чеш. Československá socialistická republika). 1 января 1969 года (в соответствии с Конституционным законом № 143 от 28 октября 1968 года)она стала федерацией двух равноправных государств — Чешской (чеш. Česká socialistická republika) и Словацкой (словац. Slovenská socialistická republika) социалистических республик. При этом государственное устройство республик чехословацкой федерации определялось конституционным законом о ней, без принятия отдельных республиканских конституций. Единым главой государства оставался президент Чехословакии, на республиканском уровне органами государственной власти являлись парламенты (при этом Чешский национальный совет, в отличие от Словацкого, был создан впервые) и республиканские правительства со значительным объёмом полномочий.
В соответствии с конституционным законом Чехословацкой Социалистической Республики № 81/1990 Sb. от 29 марта 1990 года наименование государства было заменено на Чехословацкая федеративная республика (чеш. Československá federativní republika, словац. Česko-slovenská federatívna republika).
Ещё ранее, 6 марта 1990 года, по Конституционному акту Чешского национального совета входящая в состав федерации Чехия стала называться Чешская Республика (чеш. Česká republika).
Вскоре, 20 апреля 1990 года, на уровне федерации был принят конституционный закон № 101/1990 Sb., в соответствии с которым новым наименованием страны стало Чешская и Словацкая Федеративная Республика (чеш. Česká a Slovenská Federativní Republika, словац. Česká a Slovenská Federatívna Republika).

## Чешская Республика (с 1993)
1 января 1993 года ЧСФР была распущена, Чешская и Словацкая республики стали независимыми государствами.
До 2013 года президент избирался обеими палатами парламента Чехии — Сенатом и Палатой депутатов. Для победы кандидату в президенты было необходимо заручиться поддержкой большинства в обеих палатах. Однако ведущие политические партии требовали изменения существующего порядка избрания; и в 2013 году прошли первые прямые выборы президента. Президент Чехии избирается сроком на 5 лет.
| №        | фото           | президент Чешской республики                   | Начало полномочий | Окончание полномочий | Партия                                                                 | Выборы |
| -------- | -------------- | ---------------------------------------------- | ----------------- | -------------------- | ---------------------------------------------------------------------- | ------ |
| и. о.    |                | Вацлав Клаус (1941—) чеш. Václav Klaus         | 1 января 1993     | 2 февраля 1993       | Гражданская демократическая партия                                     |        |
| и. о.    |                | Милан Угде (1936—) чеш. Milan Uhde             | 1 января 1993     | 2 февраля 1993       | Гражданская демократическая партия                                     |        |
| 1 (I—II) |                | Вацлав Гавел (1936—2011) чеш. Václav Havel     | 2 февраля 1993    | 2 февраля 1998       | Независимый                                                            | 1993   |
| 1 (I—II) | 2 февраля 1998 | Вацлав Гавел (1936—2011) чеш. Václav Havel     | 2 февраля 2003    | 1998                 | Независимый                                                            |        |
| и. о.    |                | Владимир Шпидла (1951—) чеш. Vladimír Špidla   | 2 февраля 2003    | 7 марта 2003         | Чешская социал-демократическая партия                                  |        |
| и. о.    |                | Любомир Заоралек (1956—) чеш. Lubomír Zaorálek | 2 февраля 2003    | 7 марта 2003         | Чешская социал-демократическая партия                                  |        |
| 2 (I—II) |                | Вацлав Клаус (1941—) чеш. Václav Klaus         | 7 марта 2003      | 7 марта 2008         | Независимый (Почётный председатель Гражданской демократической партии) | 2003   |
| 2 (I—II) | 7 марта 2008   | Вацлав Клаус (1941—) чеш. Václav Klaus         | 7 марта 2013      | 2008                 | Независимый (Почётный председатель Гражданской демократической партии) |        |
| 3 (I—II) |                | Милош Земан (1944—) чеш. Miloš Zeman           | 8 марта 2013      | 8 марта 2018         | Партия прав граждан (Почётный председатель Партии прав граждан)        | 2013   |
| 3 (I—II) | 8 марта 2018   | Милош Земан (1944—) чеш. Miloš Zeman           | 8 марта 2023      | 2018                 | Партия прав граждан (Почётный председатель Партии прав граждан)        |        |
| 4        |                | Петр Павел (1961—) чеш. Petr Pavel             | 9 марта 2023      | действующий          | Независимый                                                            | 2023   |